# Факультет математики, природничих наук та технологій ЦДУ ім. В.Винниченка
Факультет математики, природничих наук та технологій ЦДПУ імені В. Винниченка — один з факультетів Центральноукраїнського державного університету імені Володимира Винниченка.

## Спеціальності

### Бакалавр
| Галузь знань             | Спеціальність                                                                        | Додаткова спеціальність або спеціалізація |
| Освіта/Педагогіка        | Середня освіта (Математика)                                                          | Фізика або Інформатика (додаткова спеціальність); Економіка (спеціалізація) |
| Освіта/Педагогіка        | Середня освіта (Фізика)                                                              | Англійська мова або Інформатика (додаткова спеціальність); Економіка (спеціалізація) |
| Освіта/Педагогіка        | Середня освіта (Трудове навчання та технології)                                      | профілі навчання: автосправа; конструювання та моделювання одягу; дизайн предметного середовища; декоративно-прикладна творчість; технології приготування страв; технічна та комп'ютерна графіка |
| Освіта/Педагогіка        | Професійна освіта (Технологія виробів легкої промисловості)                          | |
| Освіта/Педагогіка        | Середня освіта (Трудове навчання та технології)(на основі ОКР молодшого спеціаліста) | профілі навчання: автосправа; конструювання та моделювання одягу; дизайн предметного середовища; декоративно-прикладна творчість; технології приготування страв; технічна та комп'ютерна графіка |
| Математика та статистика | Статистика                                                                           | Фінансова, страхова та комп'ютерна статистика |
| Інформаційні технології  | Комп'ютерні науки                                                                    | Програмування, адміністрування, менеджмент |

### Магістр
| Галузь знань             | Спеціальність |
| Освіта/Педагогіка        | Середня освіта (Математика)                                                                                          |
| Освіта/Педагогіка        | Середня освіта (Фізика)                                                                                              |
| Освіта/Педагогіка        | Середня освіта (Трудове навчання та технології)                                                                      |
| Освіта/Педагогіка        | Науки про освіту. Спеціалізація: інформаційна аналітика та психометрія; або економіка освіти та управління її якістю |
| Математика та статистика | Статистика. Спеціалізація: фінансова, страхова та комп'ютерна статистика                                             |
| Інформиційні технології  | Комп'ютерні науки. Спеціалізація: програмування, адміністрування, менеджмент                                         |

## Структура
У складі факультету працює 5 кафедр:

### Кафедра математики
Створена 1930 року як структурна одиниця тогочасного Інституту соціального виховання в м. Зінов'євську (одна з назв м. Кіровограда тих років). Першими викладачами кафедри математики були В. П. Улановський (один з перших завідувачів), Бєлінський, Й. П. Боднарьов, Панасюк, М. М. Лепський (завідувач з 1936 року), Міневич, Мальований, А. Н. Корсунський, Б. Я. Гольцман, Присяжнюк, Тканов, Шевченко. Саме з 1930 року педагогічний вищий навчальний заклад м. Кіровограда організовував підготовку вчителів математики. Кафедра математики ввесь цей час опікувалася навчанням студентів спеціальності «Математика», залишаючись і досі випусковою для бакалаврів, спеціалістів та магістрів цієї спеціальності.
Протягом періоду функціонування кафедра змінювала свою структуру та назву: 1965 року вона була розділена на кафедру вищої математики та кафедру елементарної математики (1970 року кафедра елементарної математики була перейменована на кафедру математичного аналізу), 1992 року з двох діючих математичних кафедр були створені кафедра математики та кафедра інформатики, 2003 року з частини складу цих двох кафедр була сформована третя кафедра — кафедра прикладної математики.
При кафедрі математики з 2008 року функціонує кабінет шкільної математики.
На кафедрі математики працювали у різні роки доктори наук М. С. Ліфшиць, З. Ю. Філер, А. М. Плічко, Ю. І. Волков, О. В. Авраменко, В. А. Кушнір, Р. Я. Ріжняк, кандидати наук М. М. Лепський, В. І. Коба, Г. М. Оліфер, А. Н. Корсунський, Н. Я. Прайсман, С. М. Чашечніков, В. І. Показєєв, О. О. Хмура, В. А. Куженко, І. П. Ганжела, Г. М. Ганжела, Н. Д. Волкова, С. І. Алєксєєва, В. М. Бобочко, Т. Л. Пашкова, П. П. Костюкевич, К. М. Шевченко, Г. В. Завізіон, С. Д. Паращук, В. О. Романов, В. М. Євладенко, О. М. Вороний, Ю. В. Яременко, Л. В. Ізюмченко, Н. М. Войналович, В. В. Вдовенко, В. В. Нічишина, І. Г. Ключник, Ю. В. Ботузова.
З 1993 року під керівництвом професора Ю. І. Волкова на кафедрі математики проводиться науковий семінар «Математика, її застосування та викладання».
З 2005 року кафедра займається підготовкою фахівців найвищої кваліфікації у формі аспірантури зі спеціальностей «Математичний аналіз» та «Диференціальні рівняння», а з 2010 року — зі спеціальності «Інформаційно-комунікаційні технології в освіті».
Станом на початок 2016 року кафедра математики налічує у своєму складі 3-х докторів та 8 кандидатів наук (в штаті: 3 професори, 7 доцентів, 1 старший викладач, 1 викладач). Завідує кафедрою математики доктор фізико-математичних наук, професор Юрій Іванович Волков.

### Кафедра фізики та методики її викладання
Кафедра фізики та методики її викладання як структурна одиниця інституту соціального виховання була створена разом з кафедрою математики, самостійне ж існування розпочала з 1933 року. Першими викладачами кафедри фізики були П. Й. Вомачко (перший завідувач кафедрою), О. І. Мінін, П. Г. Холявенко (завідувач кафедрою з 1934 року), П. Ф. Романовський, І. В. Сидоренко. Протягом всього часу свого існування (починаючи з 1930 року) кафедра фізики опікувалася спеціальністю «Фізика», залишаючись і донині випусковою кафедрою для освітньо-професійних рівнів бакалавр, спеціаліст та магістр з підготовки вчителів та викладачів фізики.
У різні часи кафедра змінювала свою структуру та назву: 1961 року вона була розділена на 2 кафедри — кафедру фізики та кафедру технічних наук, 1967 року була об'єднана в одну кафедру фізики, 1984 року була розділена на кафедру фізики та кафедру методики фізики і технічних засобів навчання, 1987 року знову була об'єднана в одну кафедру фізики та технічних засобів навчання, 1991 року кафедра вже втретє була розділена на кафедру загальної фізики та методики викладання фізики та кафедру теоретичної фізики та загально-технічних дисциплін, 1996 року відбулося останнє об'єднання кафедри під назвою «кафедра фізики та методики її викладання», 1997 рік став роком останньої трансформації кафедри — від неї відокремилася кафедра загально-технічних дисциплін та методики трудового навчання.
Основою матеріально-технічної бази кафедри є 4 лабораторії: електрики та оптики, механіки та молекулярної фізики, квантової фізики, спеціального фізичного практикуму та 2 кабінети: методики викладання фізики, лекційного демонстрування.
На кафедрі в різні періоди працювали доктори наук Ф. П. Кесаманли, С. П. Величко, М. І. Садовий, В. П. Вовкотруб, кандидати наук П. Г. Холявенко, О. І. Мінін, П. Я. Головко, Г. О. Дубовов, Й. А. Захальов, І. В. Попов, Ю. М. Мамонтова, І. З. Ковальов, Л. О. Волков, О. І. Гріденко, Ф. П. Нестеренко, І. М. Кіліченко, І. Ю. Ткачук, В. І. Сірий, Б. А. Трейгер, В. Ф. Гамалій, Т. О. Каленникова, О. М. Царенко, І. В. Сальник, Н. В. Подопригора, О. О. Чинчой, О. В. Волчанський, Е. П. Сірик, О. М. Трифонова.
З 1998 року під керівництвом професора С. П. Величка на кафедрі фізики та методики її викладання проводиться семінар «Актуальні проблеми фізики та методики її викладання».
З 1995 року кафедра займається підготовкою фахівців найвищої кваліфікації у формі аспірантури, а з 2012 року — у формі докторантури зі спеціальності «Теорія і методика навчання (фізики)». З січня 2000 року при кафедрі працює Науковий центр розробки засобів навчання (науковий керівник — професор С. П. Величко). З червня 2008 року на базі кафедри фізики та методики її викладання у КДПУ ім. В. Винниченка розпочалася робота спеціалізованої ради К 23.053.04 із захисту кандидатських дисертацій за спеціальністю 13.00.02 — теорія і методика навчання (фізика). Станом на початок 2016 року кафедра налічує 3 доктори та 7 кандидатів наук (в штаті: 4 професори та 6 доцентів).
Завідує кафедрою фізики та методики її викладання доктор педагогічних наук, професор Степан Петрович Величко.

### Кафедра інформатики та інформаційних технологій
Створена 1992 року. Протягом всього свого існування кафедра забезпечувала викладання курсів, пов'язаних з комп'ютерними науками, програмуванням та інформаційними технологіями на всіх спеціальностях КДПУ ім. В. Винниченка. З 1998 року кафедра інформатики є випусковою кафедрою для спеціальності «Інформатика» за галуззю знань «Прикладна математика», а згодом за галуззю «Системні науки та кібернетика».
Основою матеріально-технічної бази кафедри є 7 обладнаних відповідною технікою комп'ютерних лабораторій для занять студентів фізико-математичного факультету та 9 комп'ютерних лабораторій для студентів інших факультетів.
На кафедрі в різні періоди працювали доктори наук Ю. І. Волков, Д. Б. Буй, кандидати наук С. І. Алєксєєва, В. М. Євладенко, І. П. Ганжела, Т. Л. Пашкова, О. П. Бондар, П. М. Денисенко, А. С. Малюга, З. П. Халецька, І. В. Лупан, О. В. Присяжнюк, В. О. Болілий, С. І. Ганжела, О. Ф. Баранюк, О. В. Рєзіна, С. О. Шлянчак. Станом на початок 2016 року кафедра налічує у своєму складі 1 доктора та 8 кандидатів наук (в штаті: 1 професор, 6 доцентів, 3 старших викладача, 3 викладача).
Завідує кафедрою інформатики кандидат фізико-математичних наук, доцент Паращук Степан Дмитрович;

### Кафедра прикладної математики, статистики та економіки
Створена 2003 року як кафедра прикладної математики шляхом переформатування складу кафедр математики та інформатики. Сучасну назву кафедра отримала 2006 року. З моменту створення кафедра стала разом з кафедрою інформатики випусковою для спеціальності «Інформатика», а в міру ліцензування освітньої діяльності за освітньо-професійними рівнями бакалавр, спеціаліст, магістр спеціальності «Статистика» (галузь знань — «Фізико-математичні науки») та освітньої діяльності за освітньо-професійним рівнем магістр спеціальності «Освітні вимірювання» кафедра прикладної математики, статистики та економіки стала випусковою і для цих спеціальностей.
Кафедра активно займається міжнародною діяльністю: протягом 2009—2012 років викладачами кафедри виконувався міжнародний проект за програмою TEMPUS «Освітні вимірювання, адаптовані до стандартів ЄС», з 2015 року кафедра розпочала виконувати міжнародний проект за програмою ERASMUS+ «Гендерні студії: крок до демократії та миру у сусідніх до ЄС країнах з різними традиціями» (координатор від КДПУ ім. В. Винниченка в обох проектах професор О. В. Авраменко).
На кафедрі в різний час працювали доктори наук З. Ю. Філер, А. М. Плічко, Ю. В. Козаченко, Н. М. Зінченко, О. В. Авраменко, Ю. І. Волков, Р. Я. Ріжняк, кандидати наук Б. Л. Дратвер, І. П. Ганжела, В. М. Євладенко, Л. В. Ізюмченко, Т. О. Каленникова, В. Л. Лисова, В. В. Стародубцев, Н. О. Пасічник, З. П. Халецька, Л. І. Яременко, В. О. Корецька, Ю. В. Гуртовий, Я. О. Довгенко, О. П. Макарчук, К. С. Акбаш, С. Д. Паращук, І. В. Лупан, В. В. Вдовенко, О. М. Вороний, В. О. Романов, К. М. Шевченко, О. В. Волчанський, Ю. В. Яременко.
З 2005 року кафедра займається підготовкою фахівців найвищої кваліфікації у формі аспірантури зі спеціальностей «Математичний аналіз», «Механіка рідини, газу та плазми». Станом на початок 2016 року кафедра налічує у своєму складі 2 докторів та 8 кандидатів наук (в штаті: 2 професори, 5 доцентів, 4 старших викладача, 2 викладача).
Завідує кафедрою прикладної математики, статистики та економіки доктор фізико-математичних наук, професор Ольга Валентинівна Авраменко.

### Кафедра теорії та методики технологічної підготовки, охорони праці та безпеки життєдіяльності
Створена 1961 року як кафедра технічних наук для забезпечення викладання спеціалізації на спеціальності «Фізика та загально-технічні дисципліни». Першими викладачами кафедри були М. К. Іпатов (перший завідувач), О. І. Мінін, А. М. Константинов, М. А. Раскевич, В. В. Пустовойт. Як кафедра технічних наук (а згодом, загально-технічних наук) вона існувала до 1967 року, коли була об'єднана з кафедрою фізики. Відновила своє існування кафедра 1997 року як кафедра загально-технічних дисциплін та методики трудового навчання, ставши випусковою в міру ліцензування освітньої діяльності за освітньо-професійними рівнями бакалавр, спеціаліст, магістр для спеціальності «Трудове навчання» (пізніше — «Технологічна освіта»). Сучасну назву кафедра отримала 2013 року.
Основою матеріально-технічної бази кафедри є 7 лабораторій: робочих машин, теплотехніки та гідравліки, радіотехніки, електротехніки, технічної механіки, технічних засобів навчання, матеріалознавства, 6 кабінетів: методики трудового навчання, безпеки життєдіяльності та охорони праці, шкільної декоративної справи, кулінарії, правил дорожнього руху, будови автомобіля, 4 майстерні: 2 швейні, столярна, слюсарно-механічна та окрема майстерня з виробництва меблів.
На кафедрі в різні періоди працювали доктори наук З. Ю. Філер, М. В. Анісімов, А. М. Гедзик, М.І Садовий та кандидати наук М. К. Іпатов, О. І. Мінін, Д. М. Луцковський, Г. О. Дубовов, Л. В. Бабенко, А. Г. Щеколдін, Л. П. Заречна, В. І. Сірий, В. В. Чубар, О. В. Єжова, С. О. Кононенко, С. І. Рябець, О. М. Царенко, І. Л. Царенко, А. І. Ткачук, О. В. Гур'янова, Н. В. Манойленко, О. В. Пуляк, Н. В. Мироненко, С. М. Богомаз-Назарова, Л. О. Чистякова, О. М. Щирбул, Д. В. Гринь, О. М. Царенко. Станом на початок 2016 року кафедра налічує у своєму складі 2 докторів та 15 кандидатів наук (в штаті: 2 професори, 9 доцентів, 7 старших викладачів).
Завідує кафедрою теорії та методики технологічної підготовки, охорони праці та безпеки життєдіяльності доктор педагогічних наук, професор Микола Ілліч Садовий.
З 2015 року на базі фізико-математичного факультету функціонує Музей історії техніки, перший відділ якого — «Історія обчислювальної та комунікаційної техніки» — налічує більше 100 експонатів.

## Історичні відомості
1 жовтня 1930 р. педтехнікум реорганізовано в Зінов'євський інститут соціального виховання імені 13-ї роковини Жовтневої революції з трирічним терміном навчання (у 1921 році місто Єлисаветград перейменоване в місто Зінов'євськ, у 1934 р. — у місто Кірово, у 1939 р. — у Кіровоград). До складу інституту входили техніко-математичне, агробіологічне, історичне відділення та відділення мови й літератури. Перший випуск студентів на техніко-математичному відділенні відбувся 1931 року — випускниками стали 22 студенти, які мали право читати фізику, математику та креслення в старших класах середньої школи. 1931 року було організоване вечірнє відділення техніко-математичного відділення. У 1931/1932 навчальному році на посаду керівника техніко-математичного відділення та завідувача кафедрою цього відділу був призначений П. Й. Вомачко.
1933 року інститут соціального виховання реорганізовано в педагогічний інститут з 4-річним терміном навчання, а техніко-математичний відділ — у фізико-математичний факультет. Деканом факультету був призначений П. Й. Вомачко (працював деканом факультету до 23.06.1941 року). На факультеті були створені дві кафедри: кафедра фізики, якою спочатку керував П. Й. Вомачко, а з 1934/1935 навчального року до тимчасової окупації міста Кіровограда німцями — П. Г. Холявенко; а також кафедра математики, якою керував у 1933—1936 роках В. П. Улановський, а з 1936 року й до початку війни М. М. Лепський. 1933/1934 навчального року кафедра математики об'єднувала 7 викладачів, а кафедра фізики — 6 викладачів (усього в інституті було 7 кафедр, що нараховували 32 викладача). Протягом цього навчального року на фізматі за безпосередньої участі П. Й. Вомачка були обладнані та доустатковані кабінети математики, фізики, лабораторії теплоти, електрики й радіо, методики фізики. Ці кабінети обслуговували 4 лаборанти.
1935 року на базі Кіровського педінституту створено вчительський інститут з дворічним терміном навчання, який мав два факультети: фізико-математичний і природничо-географічний. На перший курс фізико-математичного факультету було прийнято 150 студентів (5 груп). Крім того, при вчительському інституті продовжували навчання другі, треті й четверті курси педагогічного інституту. Останній випуск педагогічний інститут здійснив 1938 року. Станом на весну 1938 року на фізико-математичному факультеті функціонували фізичний, математичний та методичний кабінети, механічно-молекулярна, електрична та оптична лабораторії та лабораторія креслення.
1 вересня 1939 р. разом з вчительським інститутом знову створено педагогічний інститут, до складу якого входили фізико-математичний, географічний факультети та факультет мови й літератури з російським та українським відділеннями. У грудні 1939 року після приєднання до України західних областей достроково були випущені й направлені для роботи в Західній Україні 141 студент фізмату.
1941 року війна перервала роботу факультету.
Січень 1944 року — функціонування факультету було відновлене відразу після звільнення м. Кіровограда від німців. Відновили роботу й обидві кафедри факультету — фізики та математики. Не дивлячись на організаційні та фінансові труднощі, факультет розпочав заняття 25 березня 1944 року із студентами других курсів учительського й педагогічного інститутів, третіми курсами педагогічного інституту й підготовчими курсами. Паралельно з навчальним процесом викладачам та лаборантам факультету необхідно було відновлювати матеріальну базу.
Вже 1950 року факультет мав такі кабінети та лабораторії: кабінет математики, кабінет методики викладання фізики, механіко-теплову лабораторію, електрично-оптичну лабораторію, кабінет лекційного демонстрування, майстерню фізичних приладів, лабораторію електрорадіотехніки.
1955 року востаннє проведений випуск учителів за дворічним терміном навчання в рамках учительського інституту, і факультет (як і увесь виш) повністю перейшов на підготовку кадрів з вищою освітою за навчальними планами педагогічного інституту. Деканами факультету в цей період були А. М. Щепетєв, А. Н. Корсунський, П. Г. Холявенко.
У вересні 1957 р. директором інституту став колишній завідувач відділом шкіл ЦК КПУ, заступник Міністра освіти УРСР Федір Гнатович Овчаренко. Розпочалося активне будівництво гуртожитків та нового корпусу, а це означало розширення контингенту студентів, збільшення числа викладачів.
1957 року був введений широкий профіль на математичному відділі — математика й креслення. Це спонукало створити кабінет креслення й методики викладання креслення.
1961 року вперше за історію фізмату була створена Рада факультету.
1967 року вперше на фізматі (та й в тогочасному інституті) замість державного екзамену відбувся захист дипломних робіт з методики викладання фізики під керівництвом І. В. Попова. А вже через два роки дипломні роботи захищали випускники математичної спеціальності. Деканами факультету протягом цих років працювали П. Г. Холявенко, І. З. Ковальов, С. М. Чашечников, І. П. Ганжела, Ю. М. Мамонтова.
1 вересня 1978 року фізико-математичний факультет перейшов працювати до новозбудованого 7-ми поверхового корпусу, де й функціонує досі. З цього ж року розпочала функціонування заочна фізико-математична школа.
1987 року на факультеті з'явилася нова спеціалізація — інформатика.
1994 року були успішно ліцензовані спеціальності «Математика» та «Фізика».
1997 року, у зв'язку з реорганізацією «Інженерно-педагогічного факультету», на фізико-математичному факультеті розпочався набір студентів на навчання за спеціальністю «Трудове навчання».
1998 року був проведений gерший набір студентів на навчання за окремою спеціальністю «Інформатика» .
2004 року розпочався набір студентів на навчання за спеціальністю «Статистика».
У 2000-х роках на факультеті знаковими стали такі події:
- відновлення роботи заочної фізико-математичної школи (2006 рік);
- створення Центру математичної підготовки (2008 рік);
- створення та затвердження на загальних зборах факультетської символіки — герба (2007 рік) та гімну факультету (2009 рік, автор слів Б. Л. Дратвер);
- започаткування «Студентських наукових записок фізико-математичного факультету»[3].

Деканами факультету протягом цього періоду працювали Ю. М. Мамонтова, Л. О. Волков, І. Ю. Ткачук, М. І. Садовий, О. М. Вороний, О. М. Царенко, С. І. Рябець, В. М. Бобочко, Р.Я Ріжняк.

## Визначні випускники факультету
Академік Національної академії педагогічних наук України, доктор педагогічних наук, професор Семен Устимович Гончаренко — провідний методолог педагогічної науки України;
Доктор педагогічних наук, професор Володимир Костянтинович Буряк — ректор Криворізького державного педагогічного університету протягом 2000—2010 років;
Доктор фізико-математичних наук, професор Юрій Іванович Волков — завідувач математичними кафедрами у Вінницькому політехнічному інституті та Кіровоградському державному педагогічному університеті імені Володимира Винниченка;
Доктор філософських наук, професор Любов Григорівна Дротянко — завідувач кафедр філософії у Кіровоградському державному педагогічному університеті імені Володимира Винниченка та з 2003 року у Національному авіаційному університеті;
Доктор фізико-математичних наук, професор Леонід Омелянович Дундученко — завідувач кафедри вищої математики Київського політехнічного інституту протягом 1974—1976 років, у подальшому професор Каліфорнійського університету (США);
Доктор наук, професор Володимир Васильович Кіндратенко — старший науковий співробітник лабораторії інноваційних систем Національного Суперкомп'ютерного Центру в університеті штату Іллінойс (США);
Доктор медичних наук, професор Володимир Іванович Кондратюк — професор Донецького медичного інституту;
Доктор технічних наук, професор Віктор Павлович Ляшенко — завідувач кафедри інформатики та вищої математики Кременчуцького національного університету імені Михайла Остроградського;
Заслужений вчитель України Валентин Іванович Мельник — тренер з підготовки учнів до Всеукраїнських та Міжнародних олімпіад з інформатики;
Доктор педагогічних наук, професор Сергій Гаврилович Мельничук — проректор Кіровоградського державного педагогічного університету імені Володимира Винниченка протягом 1978—1996 років;
Петро Григорович Осипенко — прокурор УРСР протягом 1983—1990 років, депутат Верховної Ради України;
Доктор фізико-математичних наук, професор Віктор Павлович Петренко — професор кафедри теорії функцій Харківського державного університету;
Доктор педагогічних наук, професор Валерій Вікторович Радул — ректор Кіровоградського державного педагогічного університету імені Володимира Винниченка протягом 2003—2005 років;
Доктор педагогічних наук, професор Микола Ілліч Садовий — Народний депутат України, проректор з наукової роботи Кіровоградського державного педагогічного університету імені Володимира Винниченка протягом 2011—2015 років;
Заслужений учитель України Іван Гурович Ткаченко — Герой Соціалістичної праці, учасник партизанського руху, депутат Верховної Ради України.